# Frösö sjukhus
Frösö sjukhus var vid starten på 1900-talet ett mentalsjukhus vid Frösöns södra udde. Området kallas nu Frösö strand och rymmer bland annat Friskis & Svettis, restauranger, flera it-företag och Statens servicecenter. Även tälttillverkaren Hilleberg har sin verksamhet på Frösö strand.
Grundskolan Vidarskolan har funnits på platsen sedan 1980-talet. Arnljotskolan ligger strax bredvid vårdcentral och folktandvården. Tre förskolor huserar även på olika platser i det gamla sjukhusområdet.
Anrika verksamheten "cirkus kul och bus" sysselsätter barn och ungdomar och håller föreställningar på Frösö Strand.  
Området är ett populärt bostads- och rekreationsområde med parkliknande natur. Stadsbussar trafikerar regelbundet sträckan längs med Önevägen.

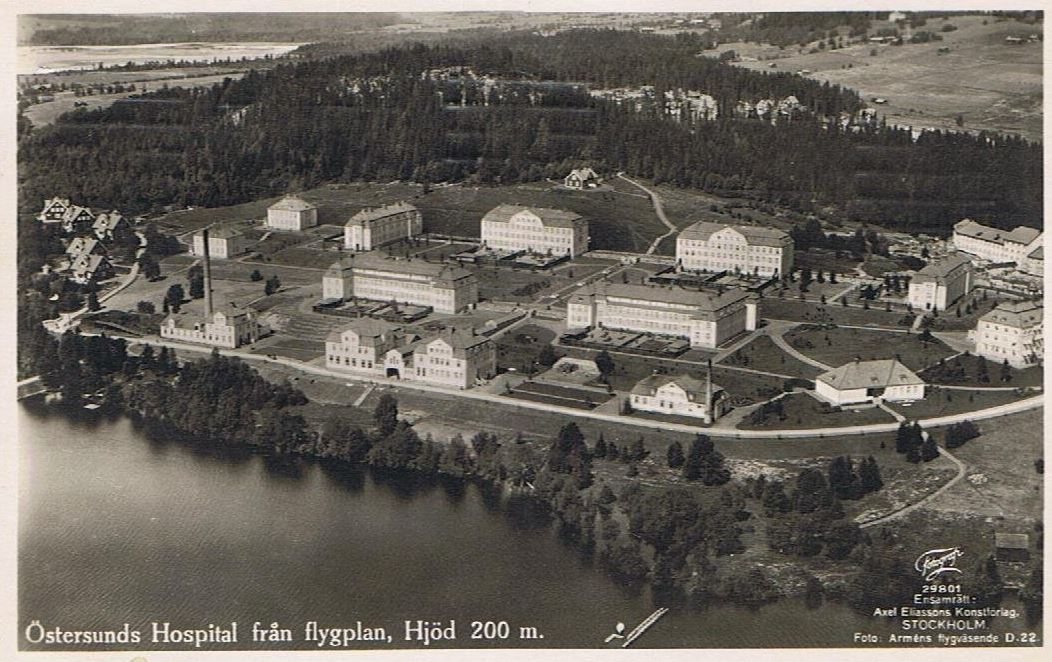